# دوریزگان
دوریزگان، روستایی از توابع بخش مرکزی شهرستان کهگیلویه در استان کهگیلویه و بویراحمد ایران است.

## جمعیت
این روستا در دهستان راک قرار دارد و براساس سرشماری مرکز آمار ایران در سال ۱۳۸۵، جمعیت آن ۲۶۱ نفر (۵۴خانوار) بوده‌است.ساکنین اصلی روستا که در بخش قدیمی روستا ساکن بوداند بنیه و اساس روستا را تشکیل می دهند از دو خانواده عمدتا میر محمدنبی و میر علی  تشکیل شده است که از سادات رضا توفیق می باشند .